# 丸の内オアゾ
丸の内オアゾ（まるのうちオアゾ、英称：Marunouchi OAZO）は、東京都千代田区丸の内に所在するオフィスビル群、複合商業施設（一部は既存のオフィスビル）。JR東京駅丸の内北口に面し、東京メトロ東京駅・大手町駅と地下通路で直結している。

## 概要
当地は、江戸時代には肥後熊本藩の細川家の屋敷があった。
丸の内オアゾは、東京駅丸の内口前にあった旧日本国有鉄道本社ビル（1987年 - 1997年までは東日本旅客鉄道株式会社（JR東日本）本社ビル）・交通公社ビルヂング（旧ジェイティービー本社）・東京中央ビル・丸ノ内ホテル跡等を再開発して造られた。開発を手がけたのは三菱地所、日本生命保険、中央不動産（現 中央日本土地建物）。
2004年（平成16年）9月14日にオープンし、近隣の丸の内ビルディングと共に東京駅周辺の新名所となっている。
名前のオアゾ（OAZO）は、丸の内地区（O）と大手町（O）を包括的に（AZ）結ぶ、「Office＆Amenity ZOne」であることを表現しており、エスペラントで「オアシス、憩いの地」を意味するオアーゾ（oazo）の意味も含んでいる。
レストラン、雑貨エリア、その他オープンスペースでは、docomo Wi-Fiやフレッツスポットといった公衆無線LANが利用できる。

## 各ビル等の名称・入居者
丸の内オアゾを構成するビル等の名称や、各ビル等の主なテナントは以下の通り。
丸の内センタービルのみ既存の建物であり、それ以外は再開発事業で新築された建物である。

### 日本生命丸の内ビル
（新築）
- 日本生命保険東京本部
- 日立製作所本社
- 船井総合研究所東京本社

### 丸の内北口ビル
（新築）
- 宇宙航空研究開発機構（JAXA）東京事務所
- 野村総合研究所 (NRI) 丸の内総合センター - 2016年12月まで本社があった。
- 静岡銀行東京営業部（4階） - 2013年10月15日、東京支店を「東京営業部」に改称し当ビルに移転。
- ウシオ電機本社（受付 17階） - 2016年3月、本社を当ビルに移転（17階、18階に入居）。
- 日本食品化工株式会社本社（20階） - 2010年6月、本社を当ビルに移転。

### オアゾ ショップ＆レストラン
（新築）
- 丸ノ内ホテル（9階 - 17階／全205室）
- 丸善丸の内本店
- 宇宙航空研究開発機構情報センター（JAXAi）
  - JAXAi事業は、2010年4月26日に行われた事業仕分け第2弾において「廃止」と結論付けられた[4][5]。その後、2010年12月28日付で閉鎖された。
- ○○広場（おおひろば）
  - 「丸の内（○：マル）と大手町（○：オー）をつなぐ広場」というのが名称の由来。ピカソの『ゲルニカ』の原寸大複製陶板壁画が飾られている。
- 各種レストラン、雑貨ショップなど

### 丸の内センタービル
（既存施設）
- 日立製作所（本社部門の一部と関東支社、金融機関向けの情報営業）
- 丸の内センタービル内郵便局
- みずほ銀行（旧・第一勧業銀行）丸之内支店（旧帝国銀行、第一銀行、第一勧業銀行本店→旧日本勧業銀行本店跡地へ本店を移転後、同地に第一勧業銀行丸之内支店を新設）
- セブン銀行本店
- SBJ銀行東京支店
- イタウ・ウニバンコ東京支店
- 新東亜交易本店

### 新丸の内センタービル
（新築）
- アドバンテスト本社
- ロイヤルバンク・オブ・スコットランド東京支社
- 日本ゼオン本社

## ギャラリー

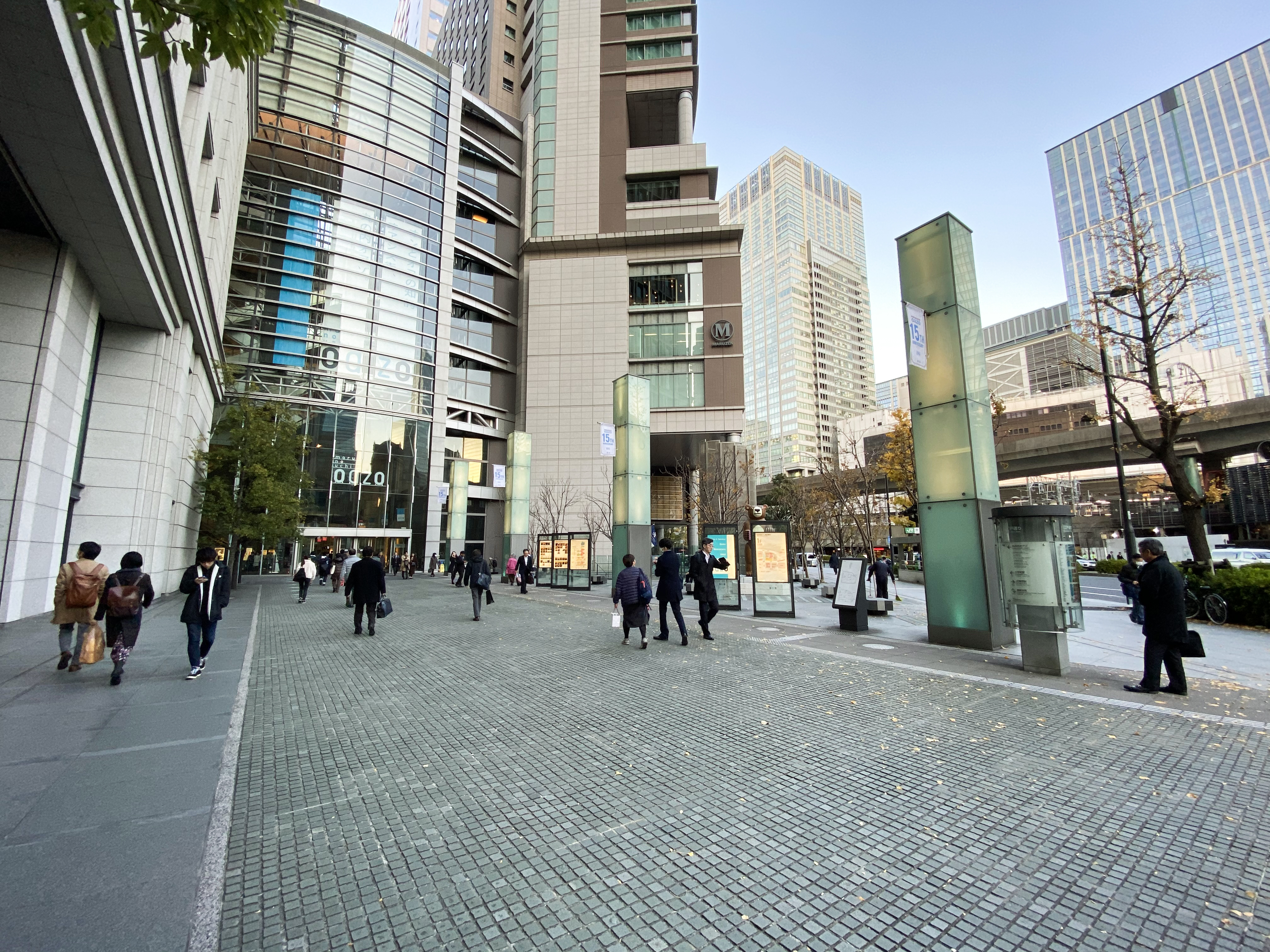
入口
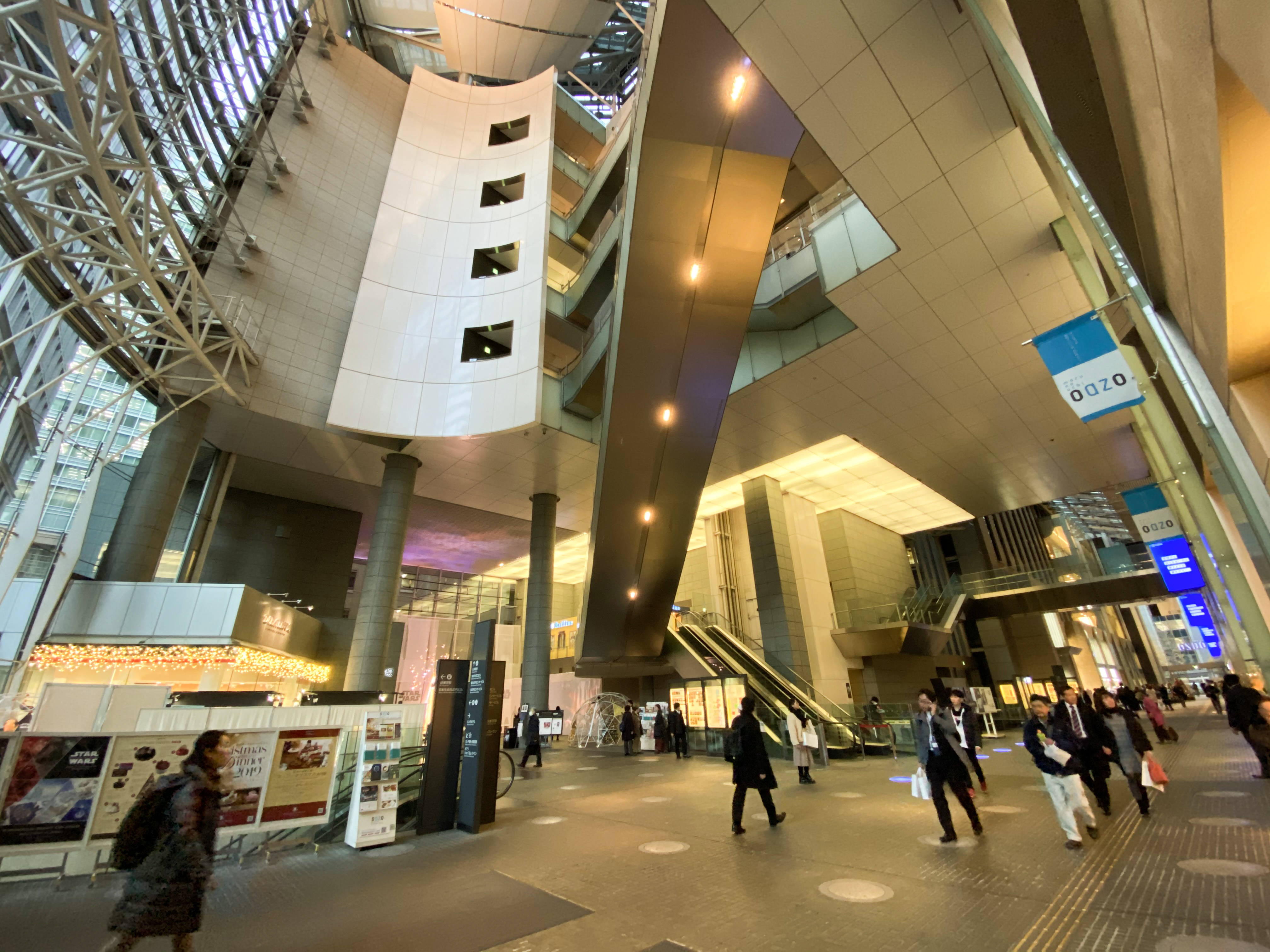
エントランスアトリウム
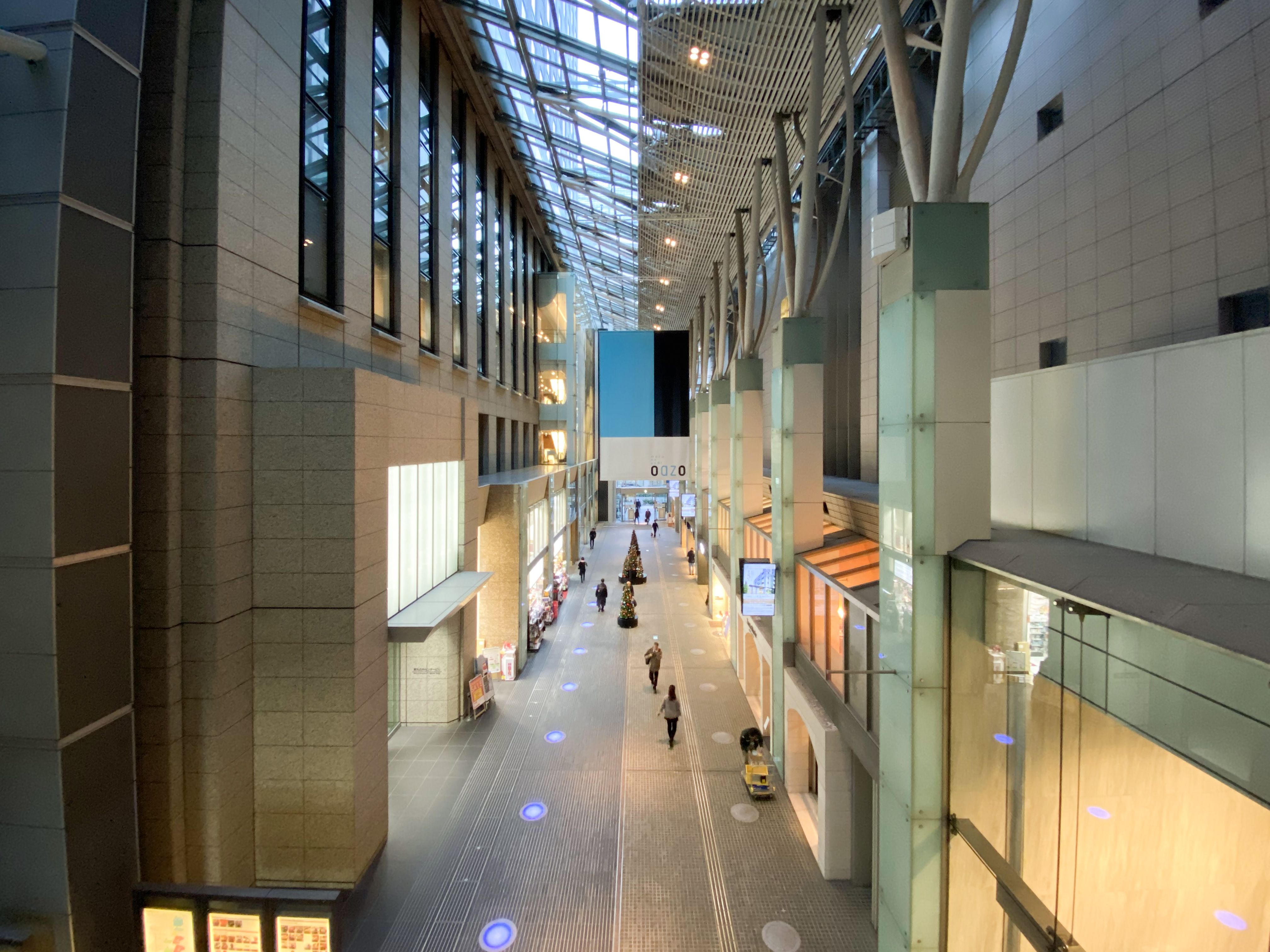
1F通路
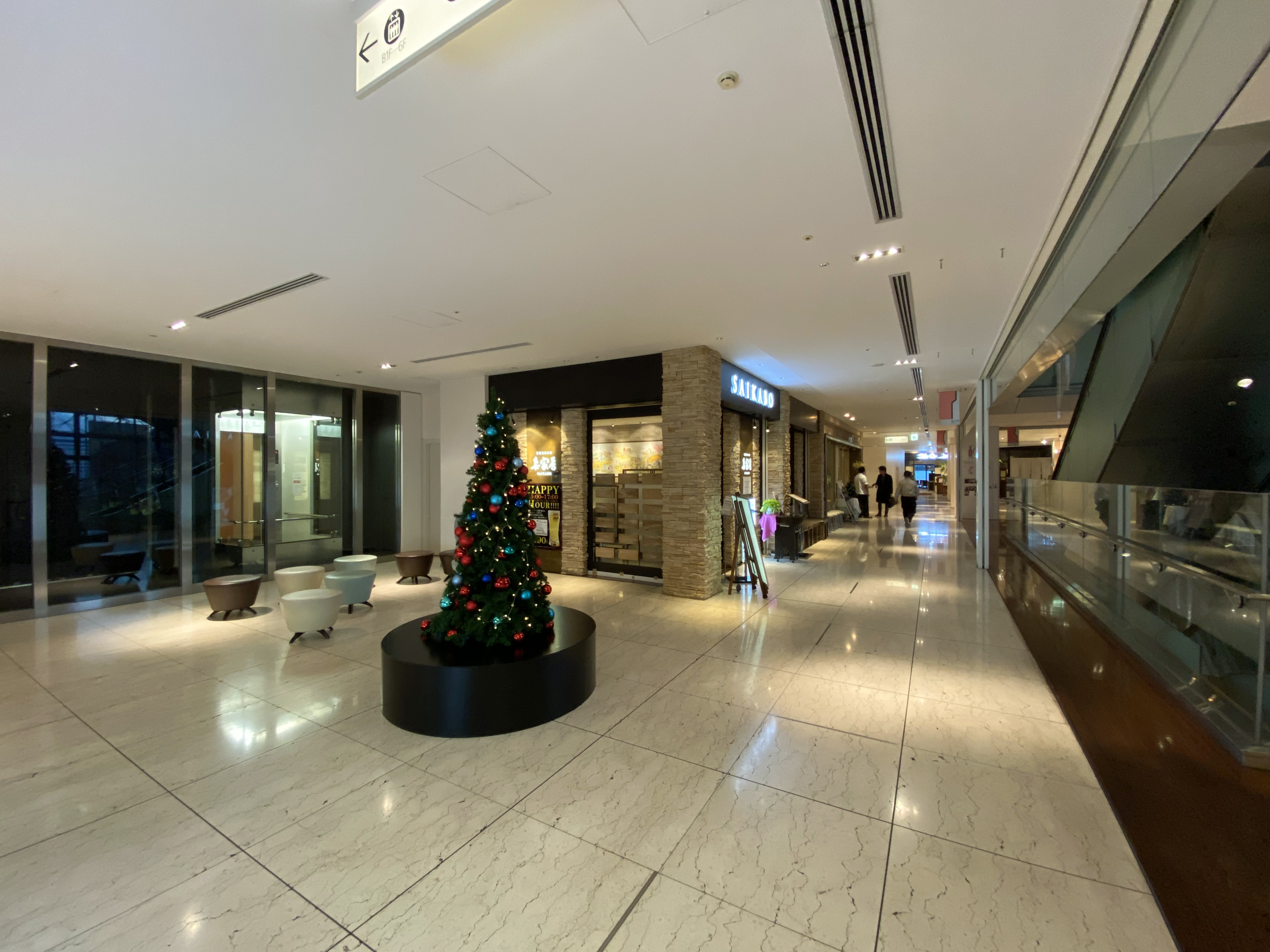
5階
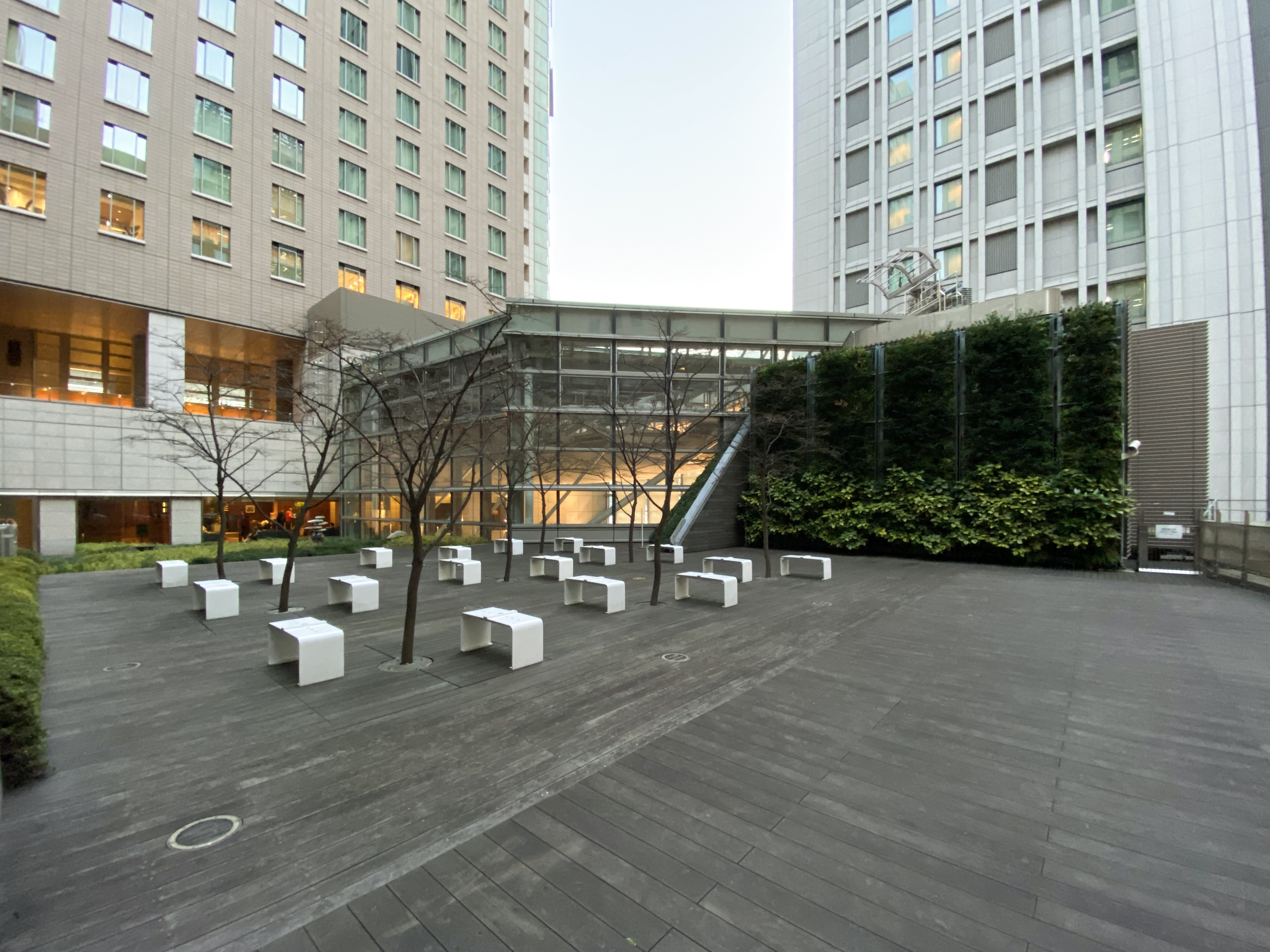
6階花園

## 交通アクセス

### 鉄道
- JR東日本
  - 東京駅丸の内北口地下通路より徒歩1分[6]
- 東京メトロ
  - 丸ノ内線 東京駅直結[6]
  - 東西線 大手町駅直結[6]

### バス
- 都営バス[6]
  - 東京駅（丸の内南口、丸の内北口）停留所下車[7]
- 無料巡回バス「丸の内シャトル」[6]
  - 「新丸ビル」または「大手町タワー」停留所下車[8]

### 自動車
- 最寄りIC - 首都高速道路都心環状線丸の内出口[6]
- 駐車場あり[6]